# Rockstar India
Rockstar India (anteriormente Technicolor India) es una filial de Rockstar Games. Este estudio es el más reciente de la compañía, fundándose en el año 2016 en la ciudad de Bangalore en India.
Antes de haber sido renombrada y haber formado parte de Rockstar Games, ya participó en el desarrollo de Red Dead Redemption, L.A Noire, Max Payne 3 y Grand Theft Auto V.

## Historia
Rockstar India se estableció como estudio para Rockstar Games en Bangalore en agosto de 2016. Rockstar Games había colaborado anteriormente con Technicolor SA para albergar una unidad dedicada a la producción de arte y animación en el estudio Technicolor de India en 2012. Rockstar India formó parte del equipo de desarrollo de Red Dead Redemption 2, que fue lanzado en octubre de 2018. En mayo de 2019, Rockstar anunció que había acordado adquirir a Dhruva Interactive, el desarrollador de juegos más antiguo de la India, de Starbreeze Studios.  El equipo de Dhruva iba a ser integrado en Rockstar India.